# Маркизио, Барбара
Барбара Маркизио (итал. Barbara Marchisio; 6 декабря 1833 или 12 декабря 1834, Турин, Турин — 19 апреля 1919, Мира, Венеция) — итальянская оперная певица (контральто) и музыкальный педагог; обладала отличной техникой и голосом широкого диапазона.

## Биография
Родилась 6 декабря 1833 года в Турине в музыкальной семье — её младшая сестра Карлотта также стала известной певицей (сопрано), а брат Антонино — композитором. Их отец был мастером по музыкальным инструментам.

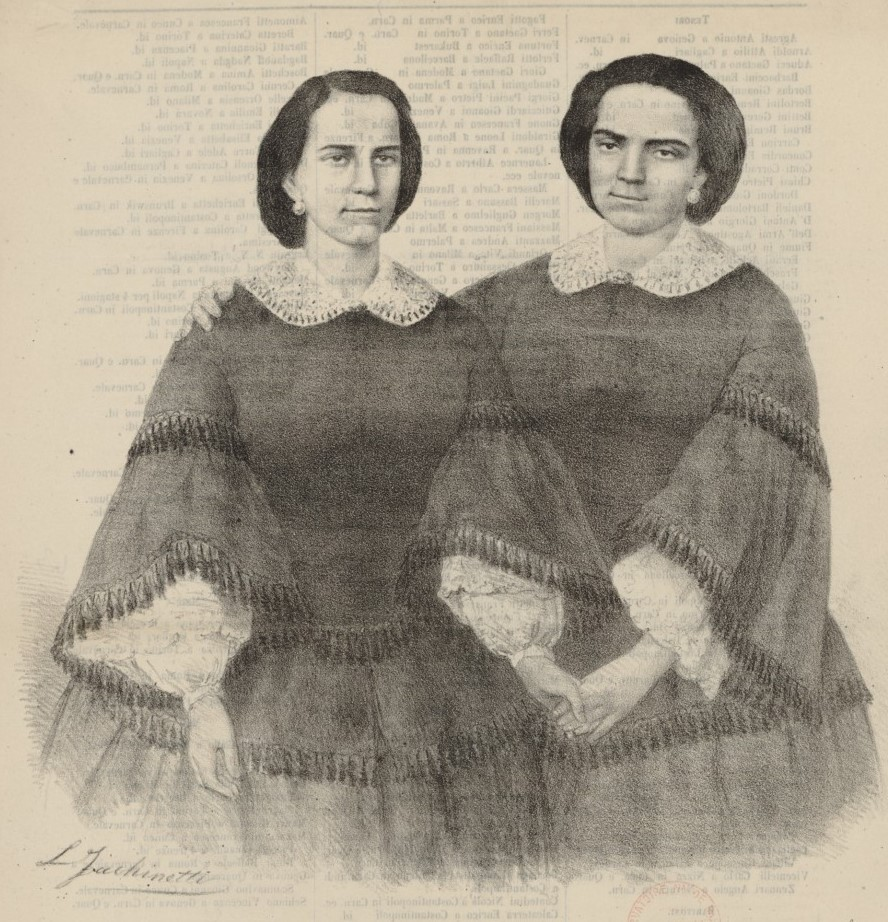
Сёстры Барбара (слева) и Карлотта (справа) Маркизио

Барбара и Карлотта обучались пению в Турине у Карлотты Маркьонни (итал. Carlotta Marchionni; 1796–1864). Барбара дебютировала на сцене в роли Adalgisa в опере Беллини «Норма» в Виченце в 1856 году. После начала выступления в 1857 году её сестры, они часто появлялись на сцене вместе. Гастролировали по многим городам Европы, посетили Париж, Брюссель, Берлин, Москву и Санкт-Петербург. Работали в различных театрах Великобритании. После смерти своей сестры, Барбара не пожелала больше выступать на сцене. Жила вместе с Эммой Горин, своей близкой подругой.
После смерти сестры, Барбара пела ещё на несколько лет,  а затем давала частные  занятия. С 1892 по 1912 год, занимала должность профессора пения в Консерватории Неаполя, и продолжала преподавательскую деятельность,  даже после выхода на пенсию, по состоянию здоровья. Среди её учеников были Тоти даль Монте и Роза Раиза.
Умерла 19 апреля 1919 года в Мире.